# TT354
TT354 (Theban Tomb 354) è la sigla che identifica una delle Tombe dei Nobili ubicate nell'area della cosiddetta Necropoli Tebana, sulla sponda occidentale del Nilo dinanzi alla città di Luxor, in Egitto. Destinata a sepolture di nobili e funzionari connessi alle case regnanti, specie del Nuovo Regno, l'area venne sfruttata, come necropoli, fin dall'Antico Regno e, successivamente, sino al periodo Saitico (con la XXVI dinastia) e Tolemaico.

## Titolare
TT354 era la tomba di:
| Titolare                            | Titolo   | Necropoli      | Dinastia/Periodo     | Note |
| ----------------------------------- | -------- | -------------- | -------------------- | ---- |
| sconosciuto (forse Amenemhat TT340) | non noto | Deir el-Medina | inizi XVIII dinastia |      |

## Biografia
Nessuna notizia biografica ricavabile.

## La tomba
Nel cortile venne rinvenuto il coperchio di una scatola intestato ad Amenemhat, titolare della TT340 e perciò, non avendo altri riferimenti, si ritenne che la tomba potesse essere a lui associabile come sepoltura secondaria. Dal cortile un breve corridoio immette in una cappella costituita da una sala trasversale; sulle pareti: sul lato corto a sud (1 in planimetria), in alto Anubi e Osiride con tavole per offerte, in basso un uomo in offertorio al defunto e alla moglie; poco oltre (2), in due registri sovrapposti, tavole di offerte di cibo e un uomo e una donna con mazzi di fiori. Su altra parete (3) in due registri, quattro uomini seduti e un uomo che offre libagioni a tre altri uomini seduti; poco oltre, sul lato corto a nord (4), due Anubi, rappresentati come sciacallo, e un uomo e una donna (solo abbozzati) in offertorio a una coppia assisa. Segue (5), appena abbozzata, una scena con un uomo e una piccola fanciulla. Sul fondo della sala tre nicchie con fregio rappresentante un serpente alato e rappresentazioni di giare, dolenti (solo abbozzate) e mazzi di fiori (non ultimati).

### Annotazioni
1. ↑  La numerazione dei locali e delle pareti segue quella di Porter e Moss 1927, p. 416.
2. ↑  La prima numerazione delle tombe, dalla numero 1 alla 252, risale al 1913 con l'edizione del "Topographical Catalogue of the Private Tombs of Thebes" di Alan Gardiner e Arthur Weigall. Le tombe erano numerate in ordine di scoperta e non geografico; ugualmente in ordine cronologico di scoperta sono le tombe dalla 253 in poi.
3. ↑  I campi della Duat, ovvero l'aldilà egizio, si trovavano, secondo le credenze, proprio sulla riva occidentale del grande fiume.
4. ↑  Nella sua epoca di utilizzo, l'area era nota come "Quella di fronte al suo Signore" (con riferimento alla riva orientale, dove si trovavano le strutture dei Palazzi di residenza dei re e i templi dei principali dei) o, più semplicemente, "Occidente di Tebe".
5. ↑  le Tombe dei Nobili, benché raggruppate in un'unica area, sono di fatto distribuite su più necropoli distinte.
6. ↑  Le note, sovente di inquadramento topografico della tomba, sono tratte, fino alla TT252, dal "Topographical Catalogue" di Gardiner e Weigall, ed. 1913 e fanno perciò riferimento alla situazione dell'epoca.

### Fonti
1. ↑  Gardiner e Weigall 1913.
2. ↑  Donadoni 1999,  p. 115.
3. 1 2  Porter e Moss 1927, p. 418.
4. ↑  Porter e Moss 1927,  pp. 418-419.